# Янковский, Владислав Янович
Владислав Янович Янковский (2 марта 1952, Бердичев, Житомирская область, УССР, СССР — 8 июня 2016, Новосибирск, Россия) — российский кларнетист, педагог и дирижёр. Заслуженный артист РСФСР (1987).

## Биография
В 1971 году окончил Житомирское музыкальное училище им. Б. С. Косенко по классу кларнета (преподаватель - И. М. Мостовой). В 1977 году окончил Ленинградскую государственную консерваторию по классу кларнета (профессор П. Н. Суханов), в 1978 — аспирантуру там же (профессор П. Н. Суханов).
В 1977 году направлен солистом в Новосибирский академический симфонический оркестр Новосибирской филармонии (дирижёр — Народный артист СССР Арнольд Кац), с того же года работает концертмейстером группы кларнетов. Работу в оркестре успешно сочетал с исполнительской деятельностью, выступал в различных городах бывшего Союза — Омск, Томск, Барнаул, Свердловск, Казань, Москва.
Вёл активную концертную деятельность, выступая как солист и участник различных ансамблей. Активно участвовал в камерных ансамблях с такими исполнителями как М. Лебензон, Л. Гросс-Марич, Г. Фрейдин, З. Брон, А. Лапкин, А. Гурьянов, М. Косицын и многими другими.
Владислав Янковский удостоен звания «Заслуженный артист РСФСР» (1987), награждён медалью ордена «За заслуги перед Отечеством» II степени.
В 2011 г. Владислав Янковский удостоен звания Кавалер Золотого Почётного знака «Достояние Сибири» в номинации «Культура и искусство».
В 2014 г. удостоен Почётной грамоты Президента Российской Федерации.
Умер 8 июня 2016 года после болезни.

## Педагогическая деятельность
Исполнительскую практику Владислав Янковский совмещал с педагогической деятельностью. С 1976 по 1999 годы работал в Новосибирской государственной консерватории им. М. И. Глинки, с 1987 г. вёл класс кларнета и ансамбля в Новосибирской специальной музыкальной школе (колледже). Среди его учеников — лауреаты международных, всероссийских и региональных конкурсов: Д. Акашин, И. Заболоцкий, М. Волгин, Д. Янковский, Д. Краев, С. Янковский и др.
С 1996 являлся главным дирижёром Новосибирского юношеского симфонического оркестра фонда «Юные дарования Сибири». С 2016 года оркестр носит имя Янковского.
В 1999 году Владиславу Янковскому присуждён специальный приз Международного музыкального фестиваля молодых исполнителей на деревянных инструментах (1999 год — Новосибирск), за выступление квартета кларнетов в составе: В. Черничка, М. Журавлёв, Д. Янковский, Д. Четвериков.
Двое сыновей Владислава Яновича также пошли по стопам отца, и являются его учениками. Старший, Станислав — солист-кларнетист Симфонического оркестра Новосибирской филармонии, младший, Даниил, учится в аспирантуре кларнетистики — Сабины Мейер (Любек, Германия).